# Tmarus angulatus
Tmarus angulatus là một loài nhện trong họ Thomisidae.
Loài này thuộc chi Tmarus. Tmarus angulatus được Charles Athanase Walckenaer miêu tả năm 1837.